# Carlos Saleiro
Carlos Miguel Mondim Saleiro est un footballeur portugais né le 25 février 1986 à Lisbonne. Il évolue au poste d'attaquant.

## Biographie
Carlos Saleiro compte à son actif plusieurs sélections en équipe du Portugal M17, M19 et M21.
Carlos Saleiro est un attaquant formé au Sporting CP (Portugal). Afin d'acquérir de l'expérience, Saleiro est envoyé en prêt au C.D. Olivais e Moscavide où il fait ses débuts en tant que professionnel en 2005 en 3e division portugaise, avant d'être promu en 2e division. Après avoir transité par Fátima en 2007-2008, Saleiro est prêté à Vitória Setúbal puis à l'Académica de Coimbra en 1re division portugaise. Durant l'été 2009, Saleiro est rappelé par le Sporting CP avec qui il évolue durant 2 saisons. 
À l'issue de la saison 2010-2011, Carlos Saleiro compte à son actif un total de 62 matchs en 1re division portugaise.
En 2011, le Servette FC et le joueur paraphent un contrat portant sur 2 saisons.
Le 5 juillet 2016, il rejoint Port Vale.

## Carrière
- 2002-2005 :  Sporting Portugal (formation)
- 2005-2007 :  CD Olivais e Moscavide (prêt)
- 2007-2008 :  CD Fátima (prêt)
- 2008- janv. 2009 :  Vitória Setúbal (prêt)
- janv. 2009- juin 2009 :  Académica Coimbra (prêt)
- 2009- juillet 2011:  Sporting Portugal
- Depuis juillet 2011:  Servette FC[1],[2],[3]

## Sélections
- 2 sélections en équipe du Portugal des moins de 17 ans
- 8 sélections et 1 but en équipe du Portugal des moins de 19 ans
- 8 sélections et 2 buts en équipe du Portugal des moins de 21 ans